# Selección femenina de fútbol sub-20 de Alemania
La Selección femenina de fútbol sub-20 de Alemania representa a Alemania en la Copa Mundial Femenina de Fútbol Sub-20 y es gobernada por la Federación Alemana de Fútbol (DFB). La entrenadora es Maren Meinert.

## Historia

### El equipo alemán sub-20 y la Copa Nórdica
La selección sub-20 de Alemania participó en la Copa Nórdica desde principios de los '90s. Ganando el torneo en 1995. La Copa Nórdica era una competición sub-20 de 1990 a 1997.

### Cambio de sub-18 a sub-19
Los tres primeros torneos del Campeonato Europeo Femenino Sub-19 de la UEFA fueron en la categoría sub-18. En 2001, la Federación Alemana de Fútbol decidió cambiar el límite de edad de sub-18 a sub-19. El cambio se debió a la preparación para la Copa Europea sub-19 de la UEFA (competencia que sirvió como torneo clasificatorio para la Copa Mundial Femenina de Fútbol Sub-19 de 2002).

### Compitiendo como equipo sub-20
Como lo hizo la Federación Alemana de Fútbol en 2001, aumentaron la edad de la escuadra de sub-19 a sub-20 en 2005. El movimiento fue, de nuevo, en respuesta a la alteración que la FIFA hizo a la Copa Mundial de U-19 a U-20.

## Estadísticas

### Copa Mundial Femenina Sub-20
| Año                     | Fase             | Posición    | PJ          | PG          | PE          | PP          | GF          | GC          |             |
| ----------------------- | ---------------- | ----------- | ----------- | ----------- | ----------- | ----------- | ----------- | ----------- | ----------- |
| Canadá 2002             | Tercer lugar     | 3.º         | 6           | 3           | 1           | 2           | 9           | 8           |             |
| Tailandia 2004          | Campeonas        | 1.º         | 6           | 4           | 2           | 0           | 19          | 5           |             |
| Rusia 2006              | Cuartos de final | 5.º         | 4           | 2           | 0           | 2           | 16          | 7           |             |
| Chile 2008              | Tercer lugar     | 3.º         | 6           | 4           | 0           | 2           | 16          | 9           |             |
| Alemania 2010           | Campeonas        | 1.º         | 6           | 6           | 0           | 0           | 20          | 5           |             |
| Japón 2012              | Subcampeonas     | 2.º         | 6           | 5           | 0           | 1           | 15          | 1           |             |
| Canadá 2014             | Campeonas        | 1.º         | 6           | 5           | 1           | 0           | 17          | 7           |             |
| Papúa Nueva Guinea 2016 | Cuartos de final | 5.º         | 4           | 3           | 0           | 1           | 8           | 2           |             |
| Francia 2018            | Cuartos de final | 5.º         | 4           | 3           | 0           | 1           | 7           | 5           |             |
| Costa Rica 2022         | Fase de grupos   | 9.º         | 3           | 1           | 0           | 2           | 3           | 2           |             |
| Colombia 2024           | Cuartos de final | 8.º         | 5           | 3           | 1           | 1           | 15          | 7           |             |
| Polonia 2026            | Por definir      | Por definir | Por definir | Por definir | Por definir | Por definir | Por definir | Por definir | Por definir |
| Total                   | 11/11            | 1.°         | 56          | 39          | 5           | 12          | 145         | 58          |             |

### Campeonato Europeo Femenino sub-19 de la UEFA
El equipo alemán ha participado en el Campeonato Europeo Femenino Sub-19 de la UEFA 23 veces; ganándolo en seis oportunidades y estableciendo el récord de más títulos.
| Año / Sede | Posición      | PJ           | PG           | PE           | PP           | GF           | GC           |             |
| ---------- | ------------- | ------------ | ------------ | ------------ | ------------ | ------------ | ------------ | ----------- |
| 1998       | Semifinal     | 4            | 2            | 1            | 1            | 5            | 4            |             |
| 1999       | Segundo lugar | 3            | 2            | 0            | 1            | 4            | 2            |             |
| 2000       | Campeón       | 4            | 3            | 1            | 0            | 9            | 3            |             |
| 2001       | Campeón       | 2            | 2            | 0            | 0            | 5            | 2            |             |
| 2002       | Campeón       | 5            | 5            | 0            | 0            | 10           | 3            |             |
| 2003       | Primera ronda | 3            | 1            | 0            | 2            | 7            | 4            |             |
| 2004       | Segundo lugar | 5            | 4            | 0            | 1            | 24           | 2            |             |
| 2005       | Semifinal     | 4            | 3            | 0            | 1            | 11           | 6            |             |
| 2006       | Campeón       | 5            | 4            | 1            | 0            | 14           | 1            |             |
| 2007       | Campeón       | 5            | 5            | 0            | 0            | 13           | 4            |             |
| 2008       | Semifinal     | 4            | 2            | 2            | 0            | 11           | 2            |             |
| 2009       | Primera ronda | 3            | 2            | 0            | 1            | 11           | 4            |             |
| 2010       | Semifinal     | 4            | 3            | 1            | 0            | 12           | 4            |             |
| 2011       | Campeón       | 5            | 5            | 0            | 0            | 17           | 4            |             |
| 2012       | No clasificó  | No clasificó | No clasificó | No clasificó | No clasificó | No clasificó | No clasificó |             |
| 2013       | Semifinal     | 4            | 2            | 1            | 1            | 9            | 3            |             |
| 2014       | No clasificó  | No clasificó | No clasificó | No clasificó | No clasificó | No clasificó | No clasificó |             |
| 2015       | Semifinal     | 4            | 2            | 1            | 1            | 6            | 6            |             |
| 2016       | Primera ronda | 3            | 1            | 0            | 2            | 5            | 6            |             |
| 2017       | Semifinal     | 4            | 3            | 0            | 1            | 12           | 2            |             |
| 2018       | Segundo lugar | 5            | 3            | 0            | 2            | 5            | 2            |             |
| 2019       | Segundo lugar | 5            | 3            | 1            | 1            | 11           | 4            |             |
| 2022       | Primera ronda | 3            | 1            | 0            | 2            | 4            | 4            |             |
| 2023       | Segundo lugar | 5            | 3            | 1            | 1            | 12           | 5            |             |
| 2024       | Primera ronda | 3            | 1            | 1            | 1            | 3            | 4            |             |
| 2025       | Por definir   | Por definir  | Por definir  | Por definir  | Por definir  | Por definir  | Por definir  | Por definir |
| Total      | 23/25         | 92           | 62           | 11           | 19           | 220          | 81           |             |